# Mátis Lajos
Mátis Lajos (Felsőiszkáz, 1936. július 31. – Szombathely, 2011. augusztus 17.) okleveles építészmérnök. Ybl Miklós-díjas (1974). Építész munkája elismeréséül megkapta 1973-ban az Építőipar Kiváló Dolgozója címet, és 2008-ban Szombathely Város által alapított Hefele-díjat is. 2011-ben a Budapesti Műszaki és Gazdaságtudományi Egyetem Szenátusa aranydiploma adományozásával ismerte el értékes mérnöki tevékenységét.

## Életrajza
1936. július 31-én született a mai Iszkázon. Édesanyja Marton Ilona, édesapja Mátis Lajos ácsmester. Az elemi iskola hat osztályát Felsőiszkázon végzi. A 6-7. osztályt egy év alatt összevontan, magántanulóként végzi el. A 8. osztályt Kertán fejezi be. Később Sümegen tanult 1950-55 között a II. számú Építőipari Technikumban. Budapesten 1956-1960 között az Építőipari és Közlekedési Műszaki Egyetemen (ÉKME) tanult, ahol építészmérnöki diplomát szerez.

## Szakmai munkássága

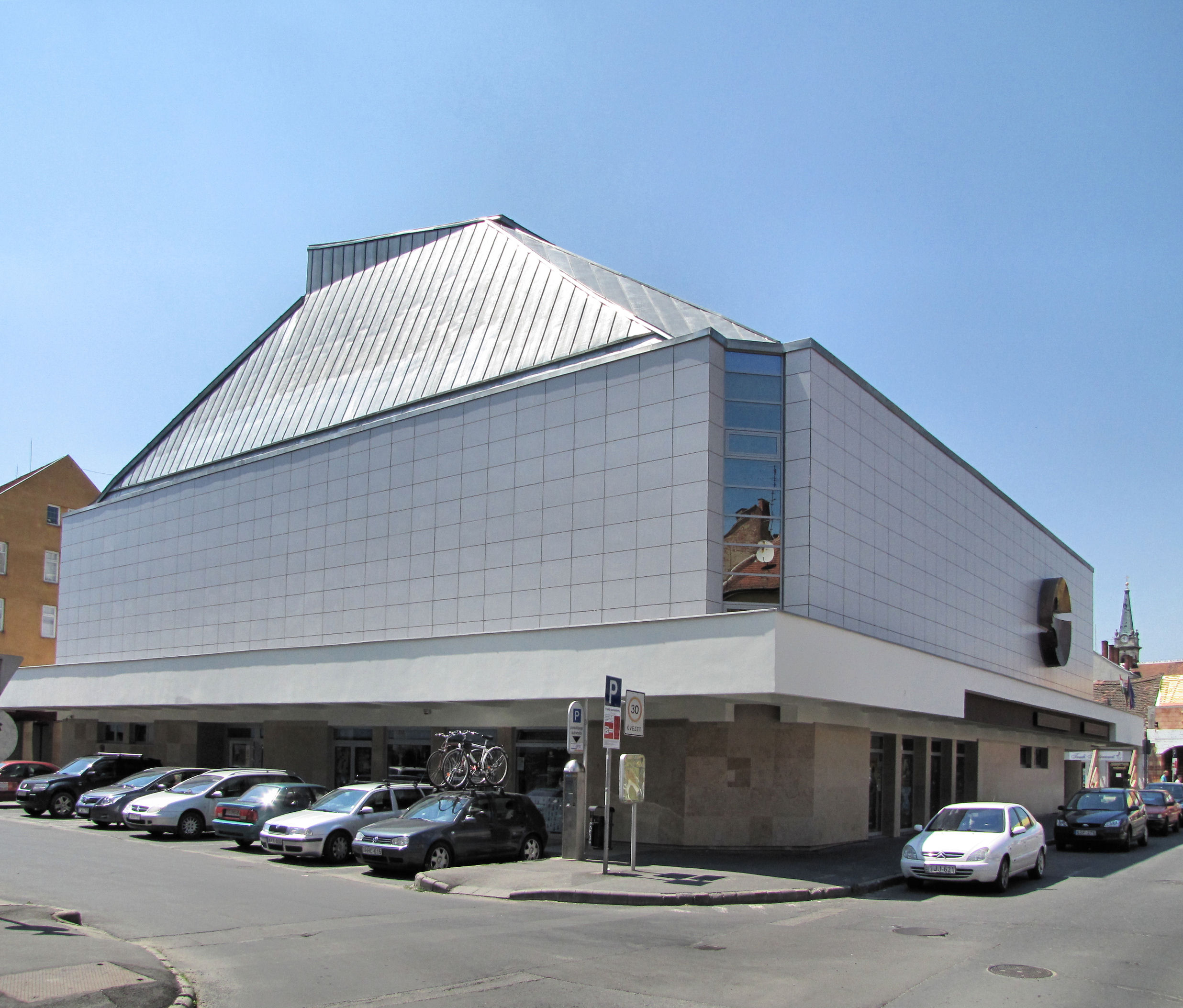
Savaria Mozi, Szombathely

Egyetemi tanulmányainak befejeztével a Vas Megyei Tervező Vállalatnál (VASITERV) kezdett dolgozni, mint tervezőgyakornok. Ugyanennél a vállalatnál 1978-1991-ig már településtervezési szakági főmérnök, építész vezető tervező volt. 1991-92 között mint magántervező, 1992 és 2005 között Mátis és Mangliár Tervező Bt. vezető tervezőjeként munkálkodott, majd 2005 óta Mátis és Egri Tervező Kft. ügyvezetője és vezető tervezője.
Munkásságának kiemelkedő példái a celldömölki Művelődési Ház, a szombathelyi Savaria Mozi (Ybl-díj 1974), Szombathelyi Képtár, Főtéri foghíj beépítés tanulmány terv és Bük gyógyfürdő-bővítés és önálló településtervezési munkái, mint: Sárvár Város ÁRT, Répcelak Város Településrendezési Terve, Bük Város Településrendezési Terve. Továbbá pályázati elismerései: Szombathelyi Képtár tervpályázat (I. díj 1979-ben) és a celldömölki Korona szálló és környezete tervpályázat (I. díj 190-ben). Szakmai és közéleti tevékenységeit fémjelzi, hogy 1966 és 1970 között az ÉTE Vas megyei szervezetének elnöke volt, 1966 óta a MÉSZ tagja, 1997-től a Vas megyei Területi Építész Kamara tagja. 2011-ben a Budapesti Műszaki és Gazdaságtudományi Egyetem Szenátusától aranydiplomát kapott.

## Főbb sikeres munkái
Építész-tervek:
- Celldömölk: Művelődési Ház

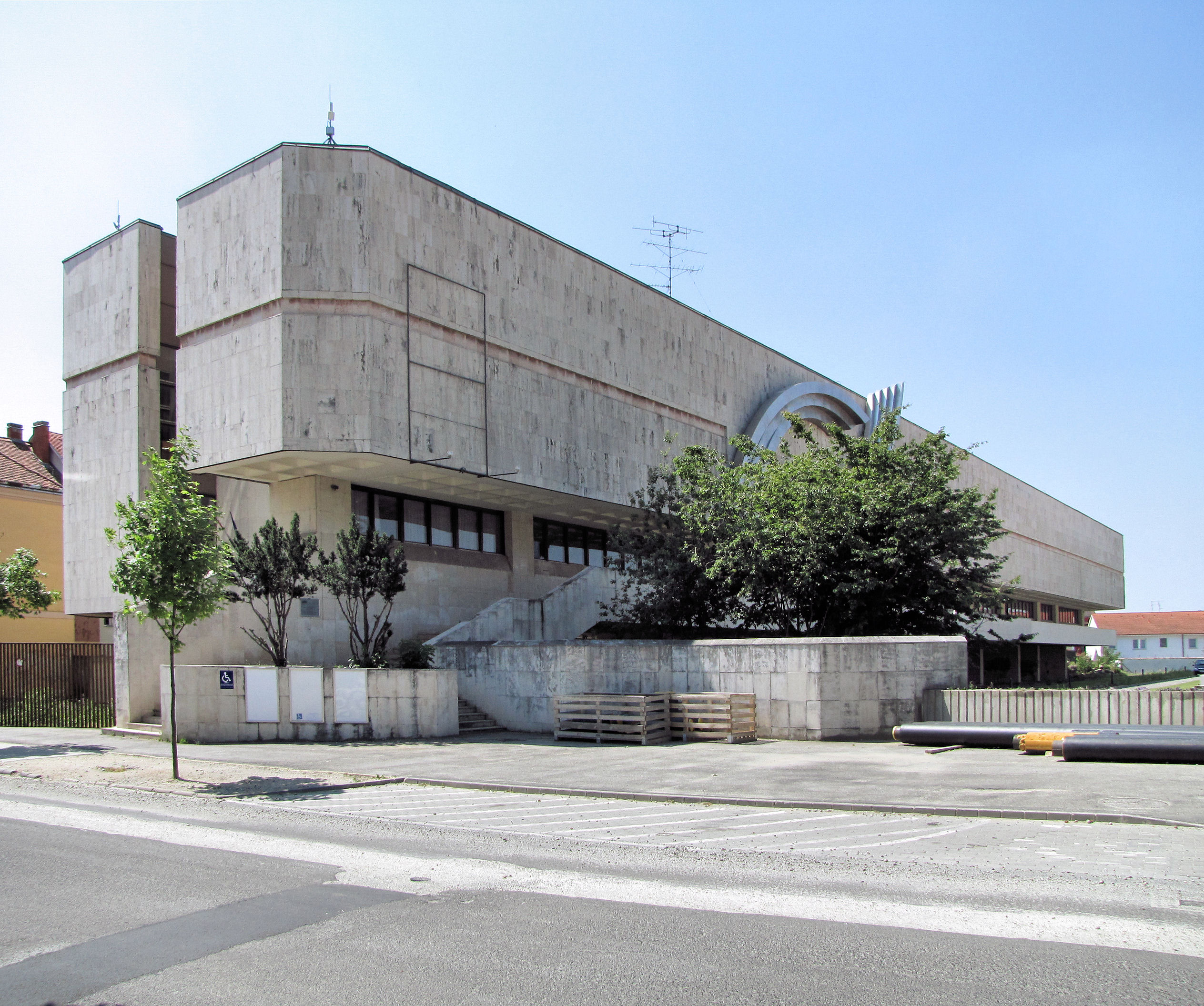
A Szombathelyi Képtár

- Szombathely: Savaria Mozi (Ybl díj 1974)
- Szombathely: Képtár (1979)
- Szombathely: Főtéri foghíj beépítés tanulmány terv
- Szombathely: Wesselényi utcai diákszálló
- Szombathely: Paragvári úti Nővérszálló
- Szombathely: Aréna utcai Óvoda
- Szombathely: MÁV Járműjav. Kocsijavító csarnok
- Szombathely: Árpád utcai sorházak
- Szombathely: Savaria Mozi
- Bük: Gyógyfürdő bővítése

településtervezési munkái:
- Szombathely: Vas m. Üdülőterületek Komplex Fejlesztési Programja
- Szombathely: Muskátli utcai lakótelep rendezési terve
- Szombathely: Bertalanffy utcai lakótelep rendezési terve
- Szombathely: Oladi lakótelep rendezési terv-módosítása
- Répcelak: Város Településrendezési Terve
- Bük: Város Településrendezési Terve
- Sárvár: Város ÁRT

Pályázati elismerései:
- Szombathely: Képtár tervpályázat (I. díj 1979-ben)
- Celldömölk: Korona szálló és környezete tervpályázat (I. díj)

## Szakmai, társadalmi elismerései
- 1974: Ybl Miklós-díj
- 1973: Építőipar Kiváló Dolgozója
- 2008: Szombathely Város Hefele-díj-a
- Kiállítás:
- 2010: Vitalitas Galéria, Szombathely

## Képgaléria

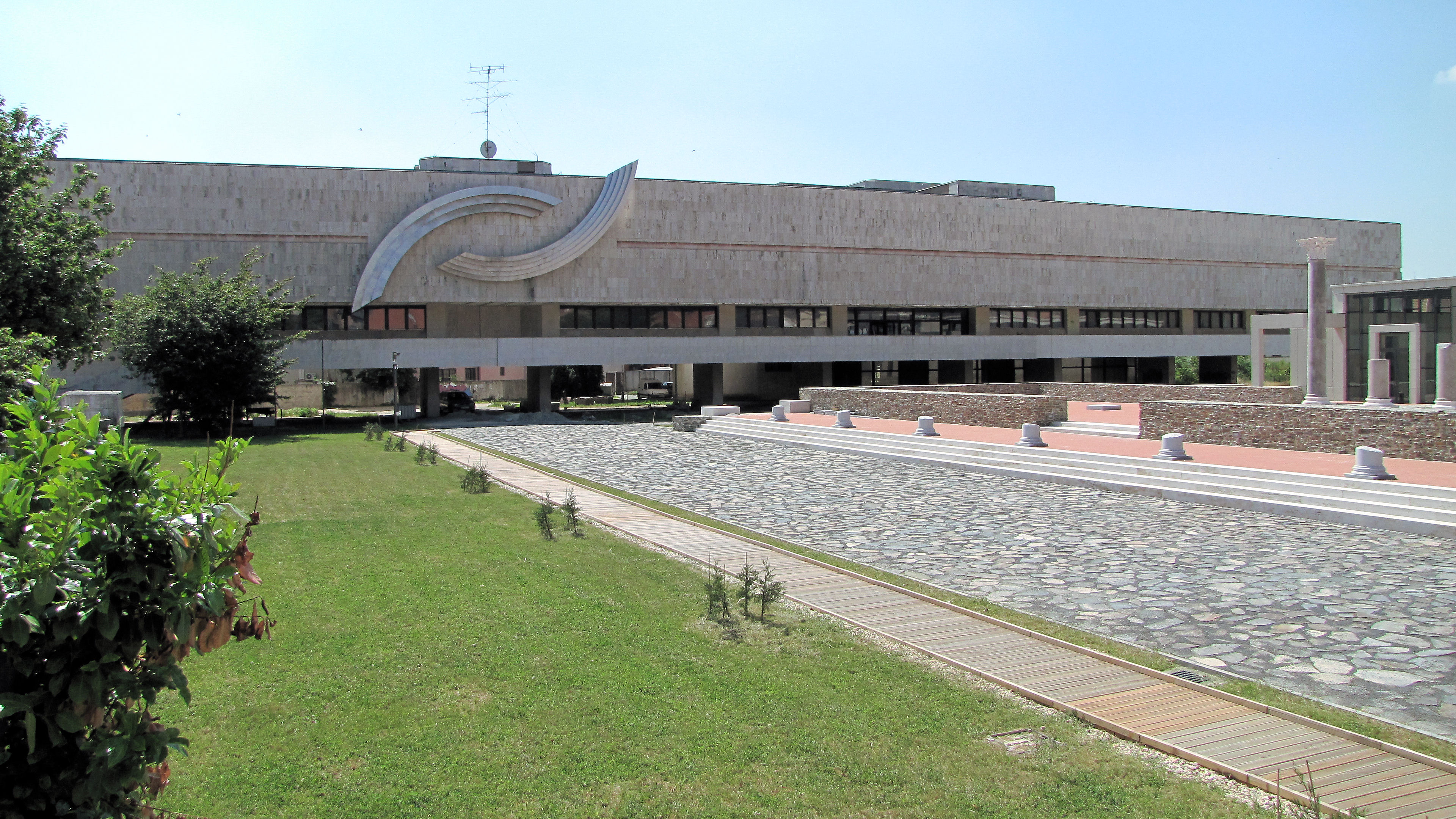
Szombathely, Képtár
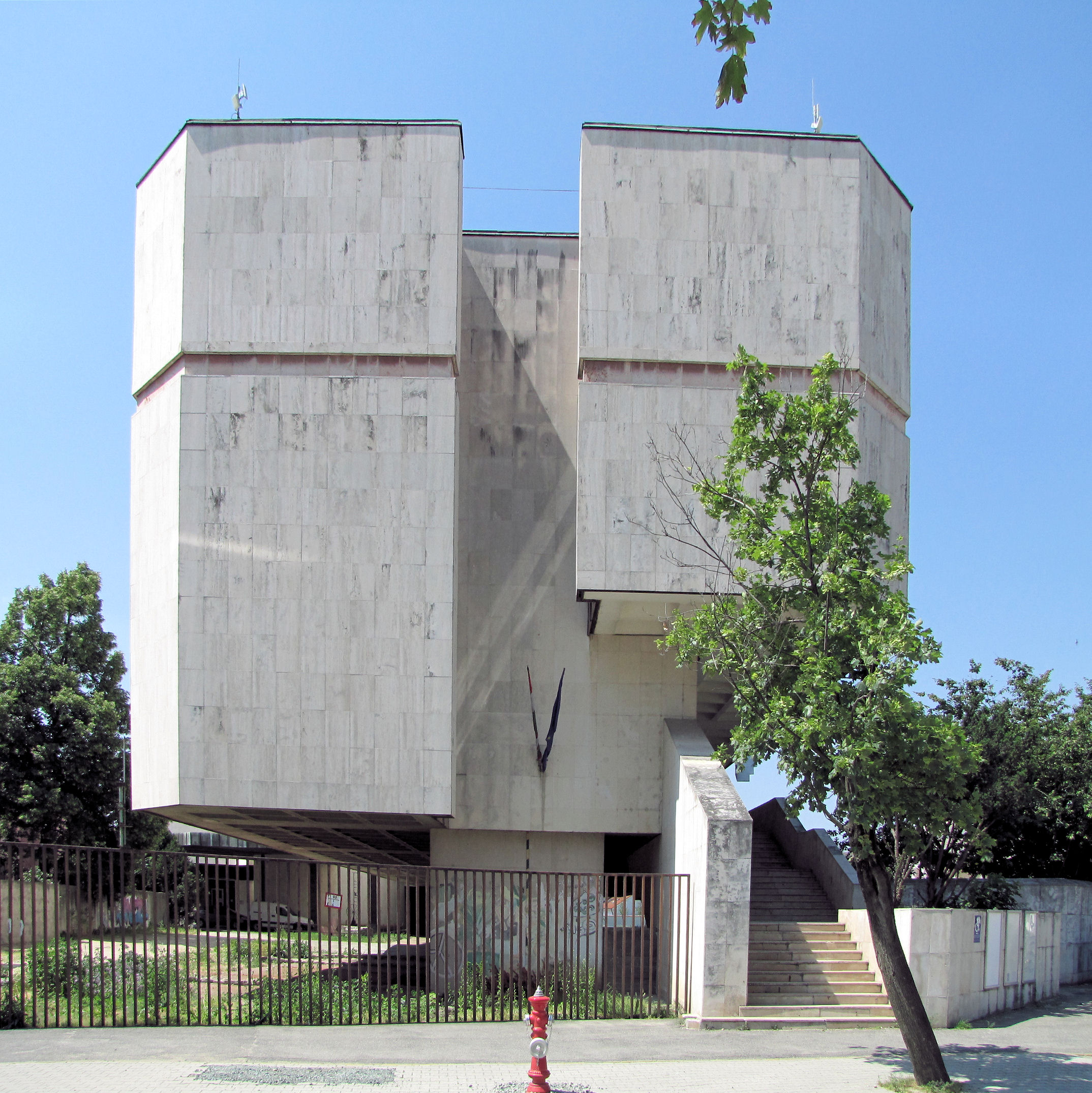
Szombathely, Képtár
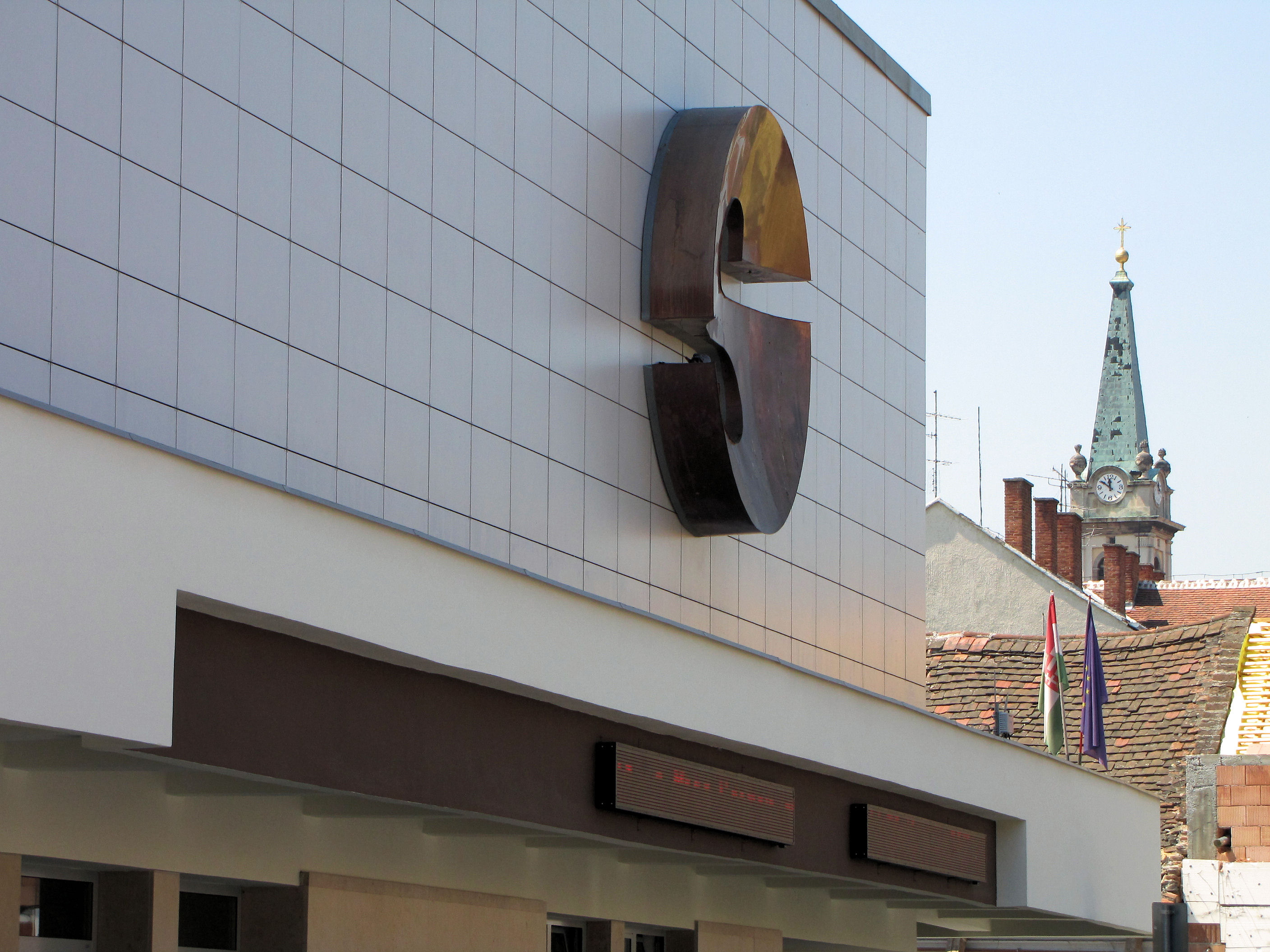
Szombathely, Savaria Filmszínház (átépítve)
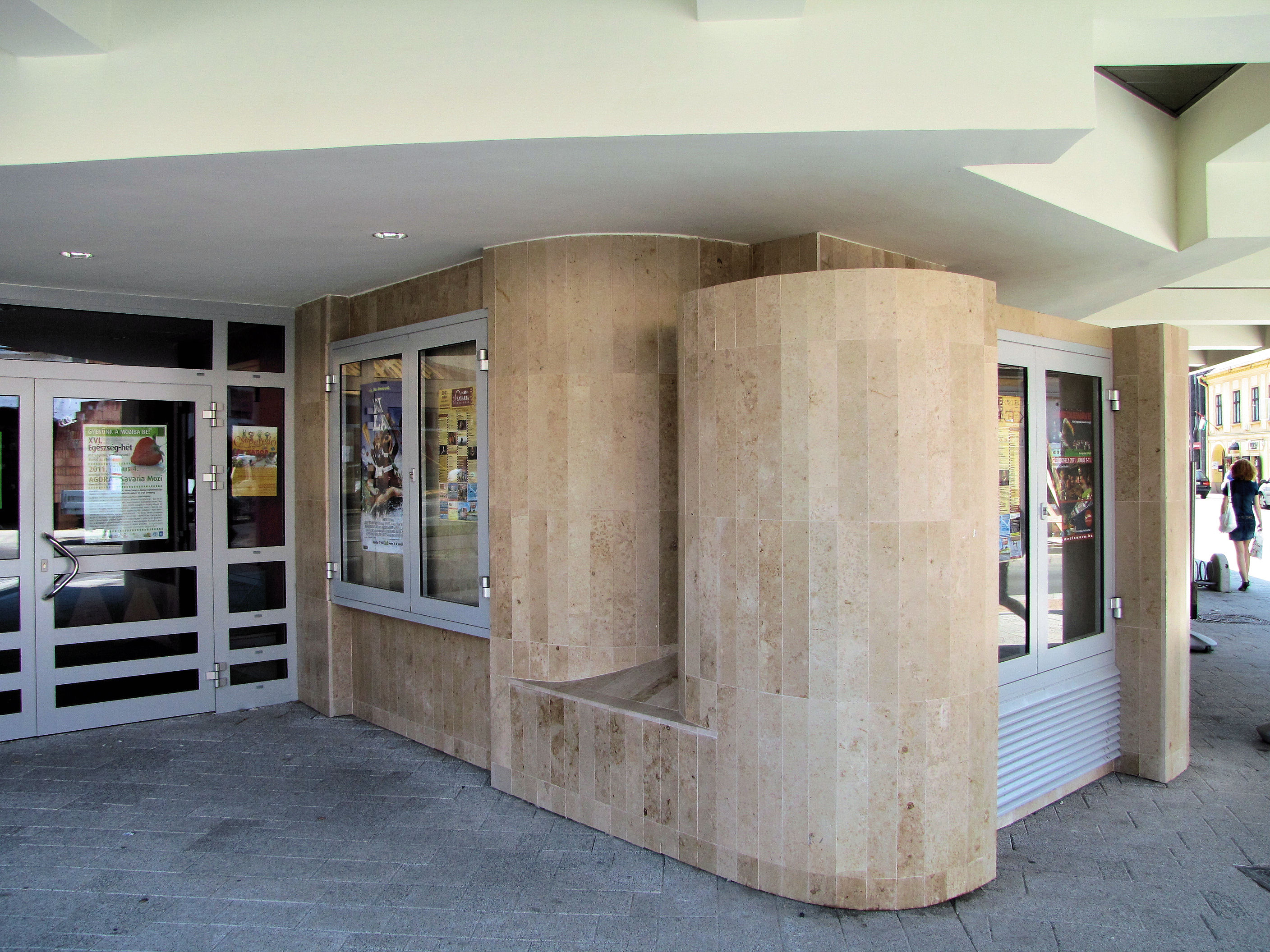
Szombathely, Savaria Filmszínház (átépítve)
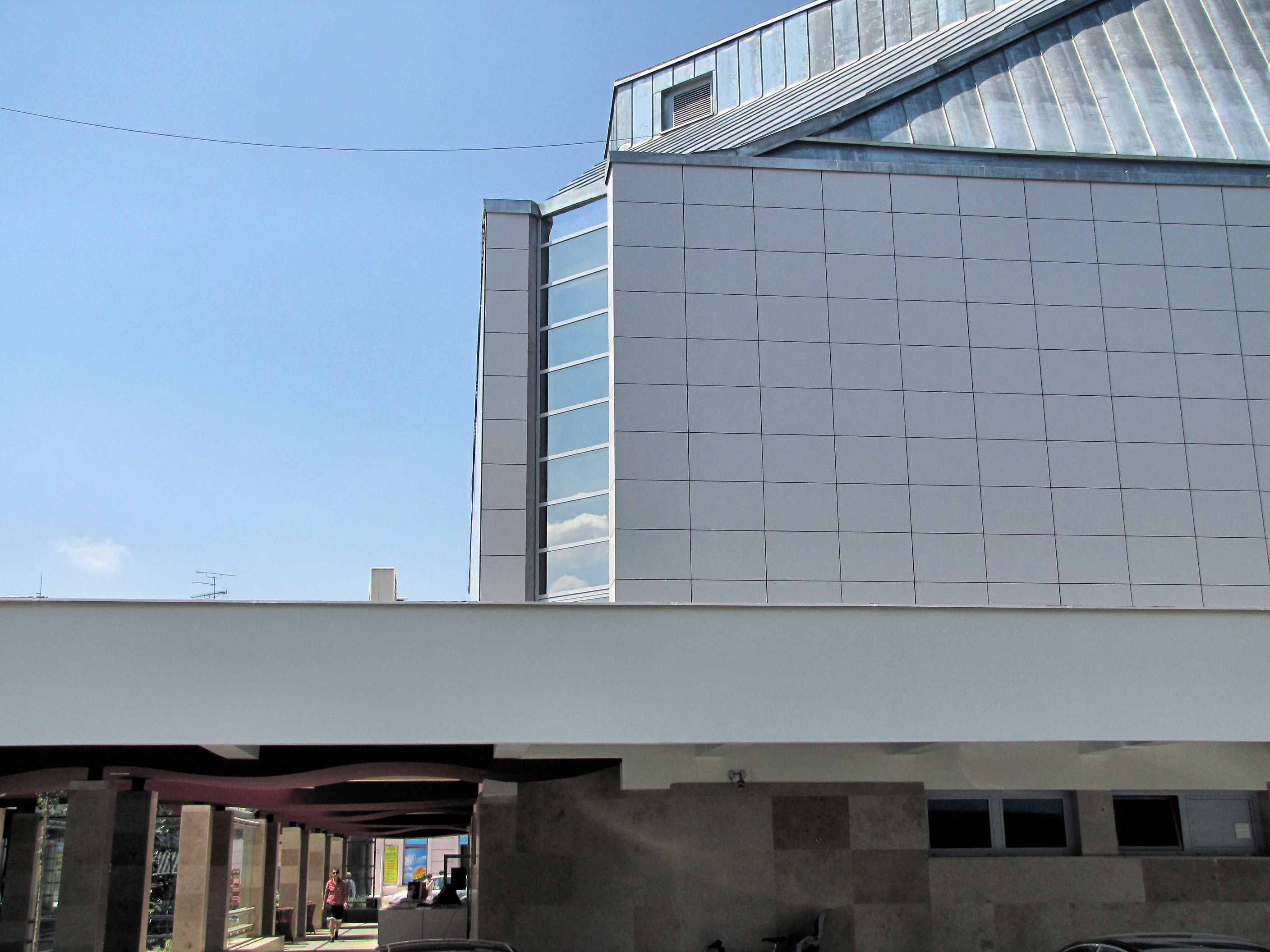
Szombathely, Savaria Filmszínház (átépítve)